# NHL Awards 1996
Die NHL Awards 1996 sind Eishockey-Ehrungen und wurden im Juni 1996 vergeben.
Die Detroit Red Wings waren die großen Gewinner bei den NHL Awards. Sergei Fjodorow wurde als bester Defensiv-Stürmer und Scotty Bowman als bester Trainer ausgezeichnet, außerdem erhielten Chris Osgood und Mike Vernon den Preis für die wenigsten Gegentore und Wladimir Konstantinow für die beste Plus/Minus-Statistik. Der erst 22-jährige Jim Carey von den Washington Capitals wurde als bester Torhüter geehrt und Mario Lemieux erhielt die Auszeichnungen als bester Spieler und als wertvollster Spieler der Saison 1995/96.

## Preisträger
Hart Memorial Trophy
Wird verliehen an den wertvollsten Spieler (MVP) der Saison durch die Professional Hockey Writers' Association
- Mario Lemieux (C) – Pittsburgh Penguins

- Außerdem nominiert
- Eric Lindros (C) – Philadelphia Flyers
- Mark Messier (C) – New York Rangers

Lester B. Pearson Award
Wird verliehen an den herausragenden Spieler der Saison durch die Spielergewerkschaft NHLPA
- Mario Lemieux (C) – Pittsburgh Penguins

Vezina Trophy
Wird an den herausragenden Torhüter der Saison durch die Generalmanager der Teams verliehen
- Jim Carey – Washington Capitals

- Außerdem nominiert
- Chris Osgood – Detroit Red Wings
- Daren Puppa – Tampa Bay Lightning

James Norris Memorial Trophy
Wird durch die Professional Hockey Writers' Association an den Verteidiger verliehen, der in der Saison auf dieser Position die größten Allround-Fähigkeiten zeigte
- Chris Chelios – Chicago Blackhawks

- Außerdem nominiert
- Ray Bourque – Boston Bruins
- Brian Leetch – New York Rangers

Frank J. Selke Trophy
Wird an den Angreifer mit den besten Defensivqualitäten durch die Professional Hockey Writers' Association verliehen
- Sergei Fjodorow – Detroit Red Wings

- Außerdem nominiert
- Ron Francis – Pittsburgh Penguins
- Steve Yzerman – Detroit Red Wings

Calder Memorial Trophy
Wird durch die Professional Hockey Writers' Association an den Spieler verliehen, der in seinem ersten Jahr als der Fähigste gilt
- Daniel Alfredsson (RF) – Ottawa Senators

- Außerdem nominiert
- Éric Dazé (LF) – Chicago Blackhawks
- Ed Jovanovski (V) – Florida Panthers

Lady Byng Memorial Trophy
Wird durch die  Professional Hockey Writers' Association an den Spieler verliehen, der durch einen hohen sportlichen Standard und faires Verhalten herausragte
- Paul Kariya (LF) – Mighty Ducks of Anaheim

- Außerdem nominiert:
- Adam Oates (C) – Boston Bruins
- Teemu Selänne (RF) – Mighty Ducks of Anaheim

Jack Adams Award
Wird durch die NHL Broadcasters' Association an den Trainer verliehen, der am meisten zum Erfolg seines Teams beitrug
- Scotty Bowman – Detroit Red Wings

- Außerdem nominiert
- Terry Crisp – Tampa Bay Lightning
- Doug MacLean – Florida Panthers

King Clancy Memorial Trophy
Wird an den Spieler vergeben, der durch Führungsqualitäten, sowohl auf als auch abseits des Eises und durch soziales Engagement herausragte
- Kris King – Winnipeg Jets

Bill Masterton Memorial Trophy
Wird durch die Professional Hockey Writers' Association an den Spieler verliehen, der Ausdauer, Hingabe und Fairness in und um das Eishockey zeigte
- Gary Roberts – Calgary Flames

Conn Smythe Trophy
Wird an den wertvollsten Spieler (MVP) der Play Offs verliehen
- Joe Sakic (C) – Colorado Avalanche

Art Ross Trophy
Wird an den besten Scorer der Saison verliehen
- Mario Lemieux – Pittsburgh Penguins 161 Punkte (69 Tore, 92 Vorlagen)

William M. Jennings Trophy
Wird an den/die Torhüter mit mindestens 25 Einsätzen verliehen, dessen/deren Team die wenigsten Gegentore in der Saison kassiert hat
- Chris Osgood 106 Gegentore in 50 Spielen (Gegentordurchschnitt: 2.17)
Mike Vernon – Detroit Red Wings 70 Gegentore in 32 Spielen (Gegentordurchschnitt: 2.26)

NHL Plus/Minus Award
Wird an den Spieler verliehen, der während der Saison die beste Plus/Minus-Statistik hat
- Wladimir Konstantinow – Detroit Red Wings +60